# نقد الترجمة
نقد الترجمة (بالإنجليزية: Translation criticism)‏، هي دراسة منهجية لجوانب مختلفة من أعمال الترجمة وتقيمها وتفسيرها. بالإضافة إلى ذلك، فهو مجال متعدد التخصصات الأكاديمية، يرتبط ارتباطاَ وثيقاَ بالنقد الادبي ونظريات الترجمة.

## نظرة عامة
بصورة عامة لطالما تم تجاهل الترجمة في جوانب كثيره. حيث أن بعض الأشخاص يذكر ان نقد الترجمة يعمل على الجوانب السلبية يحث انهم يقولون ان النقد يعرض أوجه القصور في الترجمة. بينما النهج الأكثر حداثةً يعارض هذا الرأي ويعتقد أن النقد يجب أن يهتم بالجوانب الإيجابية أيضاً. أحد الأهداف المرتبطة بنقد الترجمة هو جعل المجتمع يدرك أهمية دقة المشاركة بالترجمة والتأكد ما إذا كان المترجم حقق أهدافه أم لا.
المختصون بالترجمة وغير المختصون بها الذين يمارسون الترجمة الأدبية لابد ان يواجهوا قضايا في جودة الترجمة. ونقد الترجمة له عدة قضايا مفتوحة منها: اسم ممارسة تقييم الترجمات ومعايير التقييم وكلأَ منهما يستحق دراسة مفصلة. والنص الأدبي يمكن استكشافه بالترجمة ليس للحكم عليه من أول نظرة ولكن ليسهل فهمه. لكن أين يقف النص فيما يتعلق في نصه الأصلي من خلال دراسة إمكانية تفسيره التي نتجت من الخيارات المتعددة التي بذلت عليه. وعند مقارنة ترجمات مختلفة لنص أصلي واحد، ينبغي ان تبنى نتائج تحاليل الفرضية لكل ترجمة لذلك النص على ان تتضمن هذه الفرضية معايير مثل: «التشابه المتباين» و «التباين النسبي» و «التباين الجذري» و«التكيف» وهي مهمه في التحليل.
وكان انطوان برمان أكثر المؤلفين تأثراً في هذا المجال كمان انه هو الذي ادعى أن هناك عدة من الطرق المختلفة لنقد الترجمة كما أن هناك نظريات عديدة للترجمة؛ لذا لقب نماذجه بالمسار التحليلي والتي يمكن تضمينها وفقاَ للأهداف المحددة لكل محلل وتكييفه على جميع أنواع النص الموحد. علاوةَ على ذلك، يصر انطوان برمان انه يجب على كل مترجم تطوير مشروع الترجمة أولاَ قبل عملية الترجمة بذاتها.